# Adler Trumpf Junior
Der Adler Trumpf Junior ist ein Kleinwagen, den die Adlerwerke seit 1934 in Serienfertigung produzierten. Der Wagen hatte Frontantrieb wie das größere Modell, der Adler Trumpf, jedoch einen Motor mit nur knapp 1 Liter Hubraum. Die moderne Konstruktion zeichnete Hans Gustav Röhr. Das Modell 1G wurde bis 1935 24.013 mal verkauft.

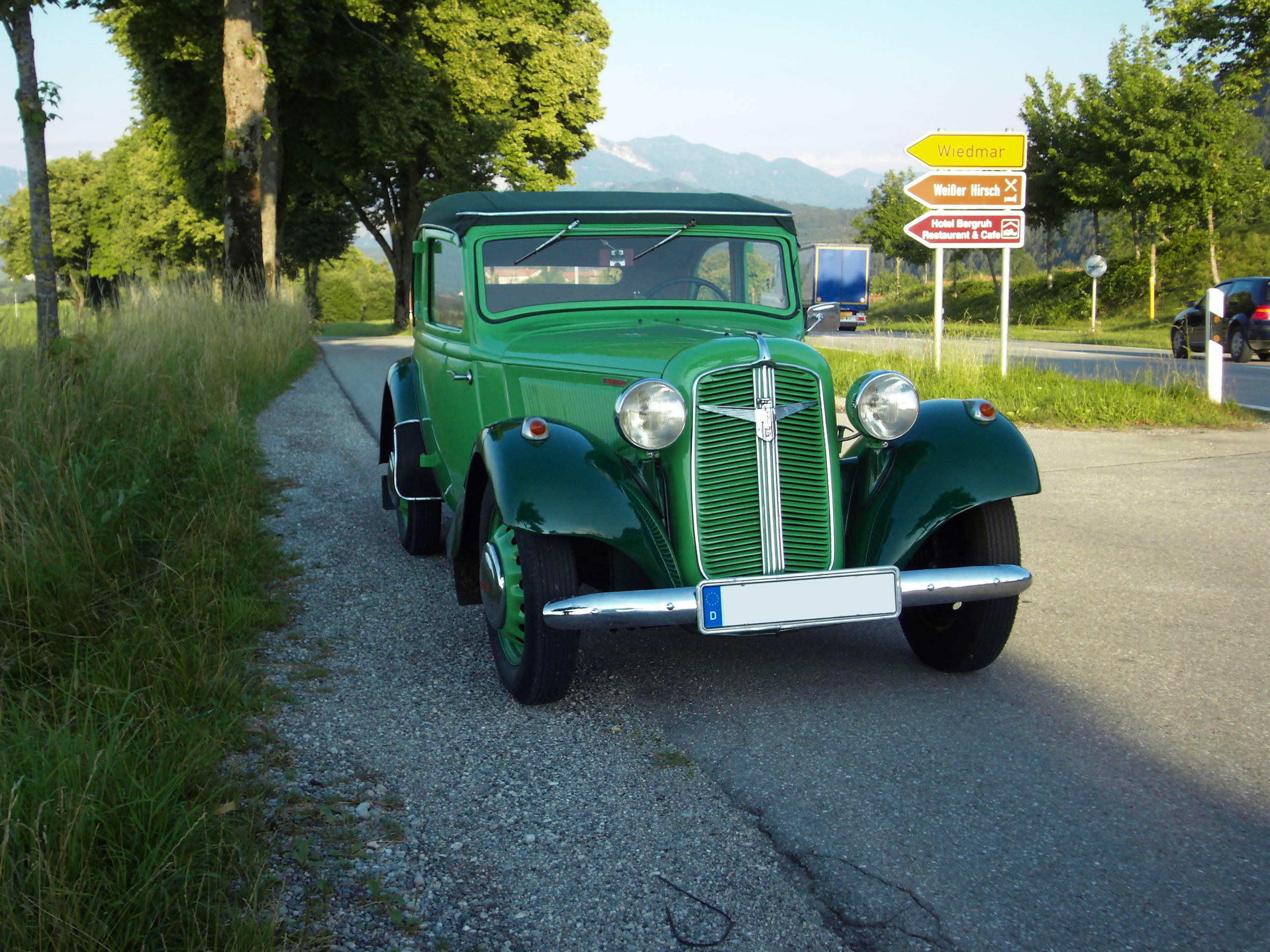
Adler Trumpf Junior 1E Cbl2 Exportmodell Karosserie Ambi Budd (1939)

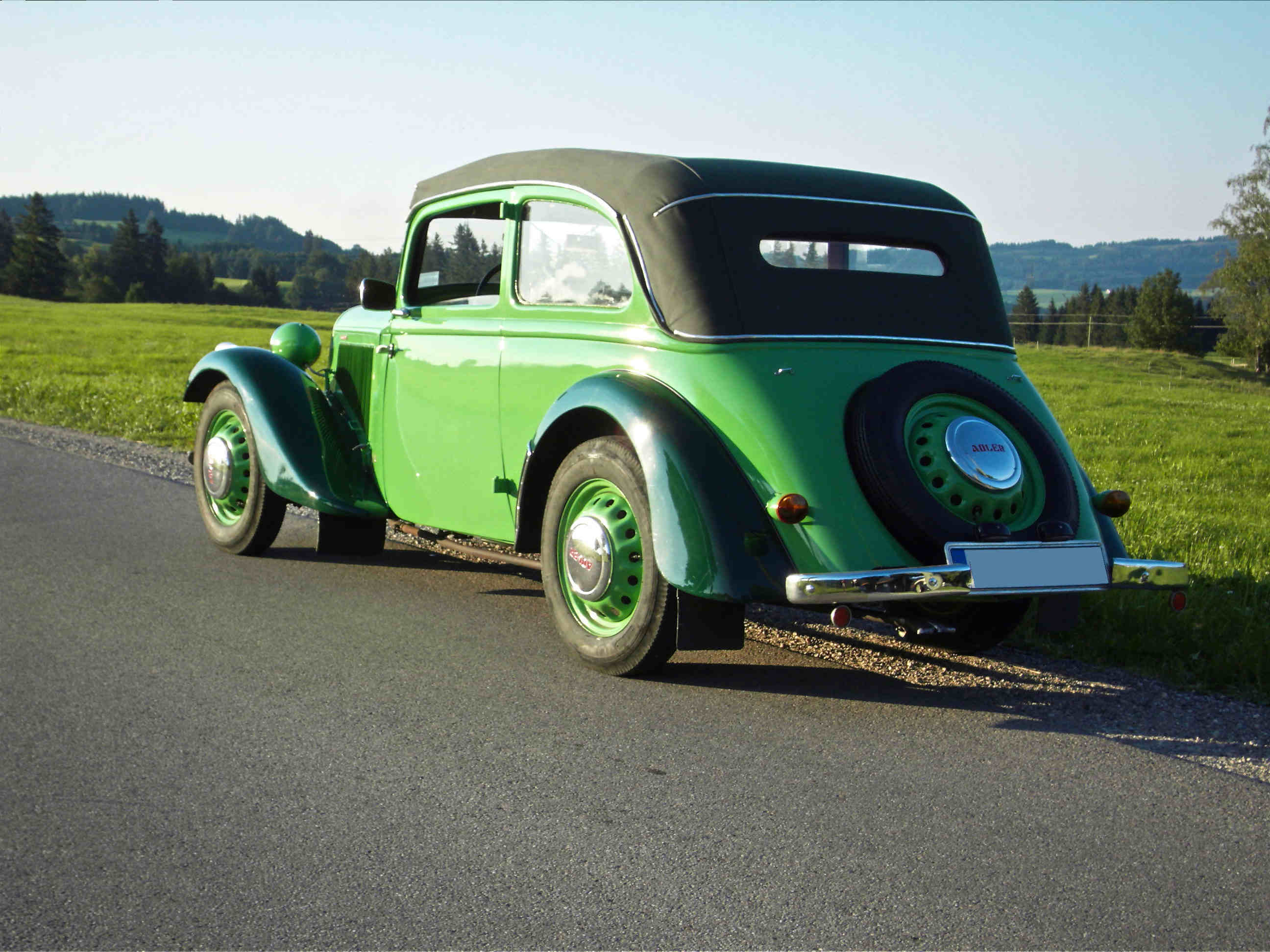
Adler Trumpf Junior 1E Cbl2 Exportmodell Karosserie Ambi Budd (1939)

## Modellgeschichte
Vom verbesserten Nachfolgemodell 1E wurden von 1936 bis 1941 78.827 Fahrzeuge gebaut. Nach dem Zweiten Weltkrieg sollte dieser Wagen in abermals verbesserter Form den Adlerwerken zum Neustart im Pkw-Bau verhelfen. Nachdem 1948 zwei Prototypen mit Karosserien von Wendler und Karmann entstanden waren, entschied sich die Geschäftsleitung, künftig nur noch Motorräder herzustellen. Die Prototypen wurden verschrottet.

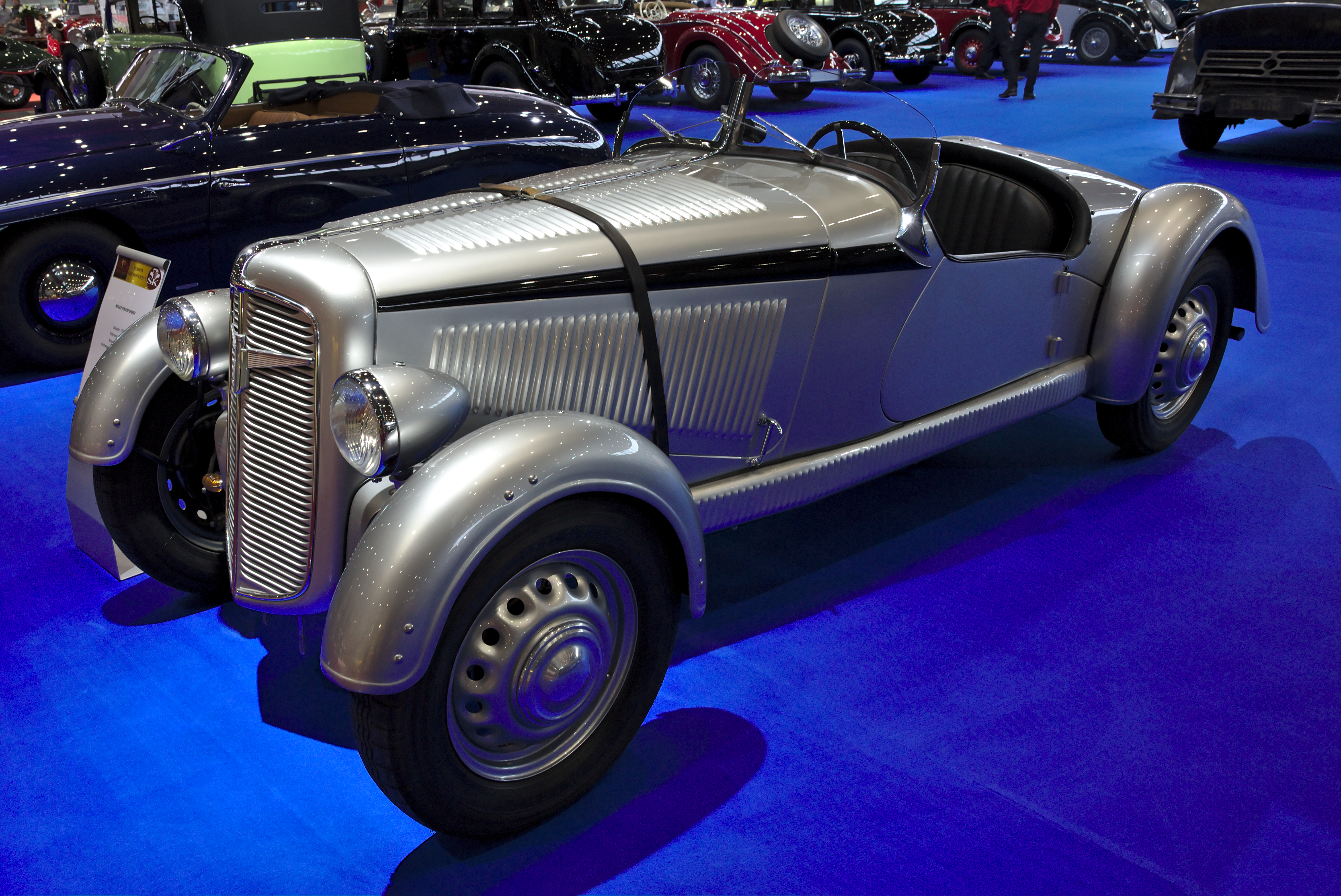
Adler Trumpf Junior Sport (1935)

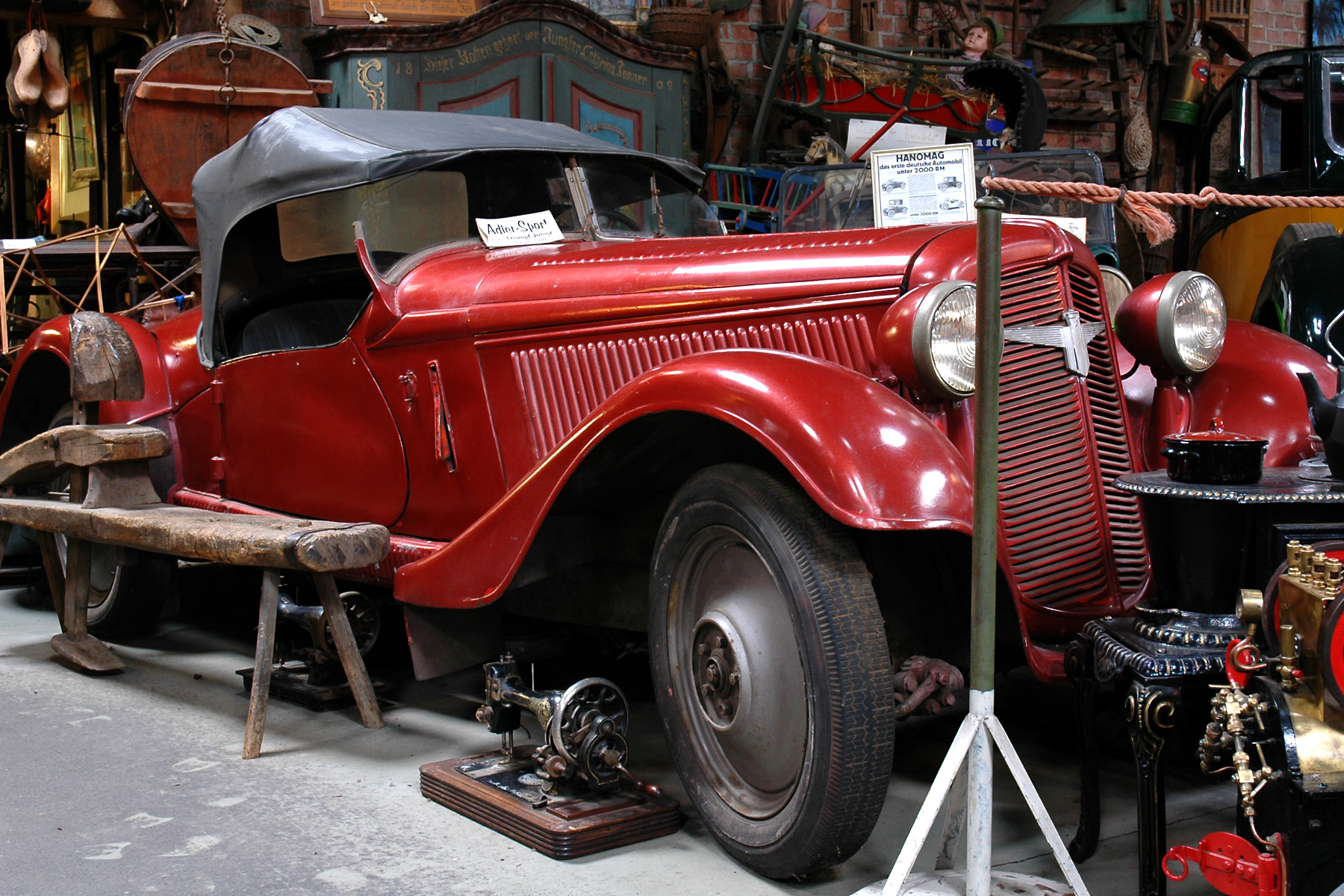
Adler Trumpf Junior Sport (1936)

Der erste Adler Trumpf Junior 1934 war eine von Karmann karossierte Cabriolimousine die damals 2650 Mark kostete. Die Karosserie bestand aus einem Holzgerippe mit kunstlederbespanntem Sperrholzmantel. 1935 folgte eine Halbstahlausführung und 1936 eine Ganzstahlkarosserie. Die Kotflügel waren angeschraubt. Als Besonderheit des Wagens galt die Einzelradaufhängung, vorn an zwei übereinander angeordneten Querblattfedern, hinten an geschobenen Längsschwingarmen mit Drehstabfederung. Weniger fortschrittlich als die Radaufhängung waren die Seilzugbremsen und der Motor mit stehenden Ventilen.
Beim 24-Stunden-Rennen von Le Mans belegten der Koblenzer Automobilhändler Otto Löhr und Paul von Guilleaume mit einer Adler-Trumpf-Rennlimousine 1937 Platz 9 und 1938 Platz 7 im Gesamtklassement sowie Platz 1 in der Klasse bis 1500 cm³. 1938 fuhren sie 205 Runden bzw. 2765,030 km mit einer Durchschnittsgeschwindigkeit von 115,210 km/h.

## Technische Daten
| Typ                   | 1G                                        | Sport                                     | 1E                                        |
| --------------------- | ----------------------------------------- | ----------------------------------------- | ----------------------------------------- |
| Bauzeitraum           | 1934–1935                                 | 1935–1937                                 | 1936–1941                                 |
| Aufbauten             | L2, Cbl2, Cb2                             | R2                                        | L2, L4, Cbl2, Cbl4, Cb2                   |
| Motor                 | 4 Zylinder-Reihenmotor 4-Takt-Ottoprinzip | 4 Zylinder-Reihenmotor 4-Takt-Ottoprinzip | 4 Zylinder-Reihenmotor 4-Takt-Ottoprinzip |
| Ventile               | stehend (sv)                              | stehend (sv)                              | stehend (sv)                              |
| Bohrung × Hub         | 65 mm × 75 mm                             | 65 mm × 75 mm                             | 65 mm × 75 mm                             |
| Hubraum               | 995 cm³                                   | 995 cm³                                   | 995 cm³                                   |
| Nennleistung          | 25 PS (18,4 kW)                           | 28 PS (20,6 kW)                           | 25 PS (18,4 kW)                           |
| Verbrauch             | 9 l/100 km                                | 9,5 l/100 km                              | 9 l/100 km                                |
| Höchstgeschwindigkeit | 90 km/h                                   | 110 km/h                                  | 88 km/h                                   |
| Leergewicht           | 780 kg                                    | 750 kg                                    | 820 kg                                    |
| Zul. Gesamtgewicht    | 1130 kg                                   | 1000 kg                                   | 1140 kg                                   |
| Bordspannung          | 6 Volt                                    | 6 Volt                                    | 6 Volt                                    |
| Länge                 | 3860 mm                                   | 4250 mm                                   | 4250 mm                                   |
| Breite                | 1450 mm                                   | 1520 mm                                   | 1470 mm                                   |
| Höhe                  | 1460 mm                                   | 1360 mm                                   | 1520 mm                                   |
| Radstand              | 2630 mm                                   | 2630 mm                                   | 2630 mm                                   |
| Spur vorn / hinten    | 1210 mm / 1210 mm                         | 1210 mm / 1210 mm                         | 1210 mm / 1210 mm                         |
| Wendekreis            | 11,7 m                                    | 11,7 m                                    | 11,7 m                                    |

- L2 = 2-türige Limousine
- L4 = 4-türige Limousine
- Cb2 = 2-türiges Cabriolet
- Cbl2 = 2-türige Cabriolimousine
- Cbl4 = 4-türige Cabriolimousine
- R2 = 2-türiger Roadster

## Quelle
- Werner Oswald: Deutsche Autos 1920–1945, Motorbuch Verlag Stuttgart, 10. Auflage (1996), ISBN 3-87943-519-7